# Saint-Christophe-sur-Dolaizon
Die französische Gemeinde Saint-Christophe-sur-Dolaizon (bis zum 31. Dezember 2024 Saint-Christophe-sur-Dolaison) liegt im Département Haute-Loire in der Region Auvergne-Rhône-Alpes.
Der Ort mit 937 Einwohnern (Stand 1. Januar 2022) liegt am Fernwanderweg GR 65, der weitgehend dem historischen Verlauf des französischen Jakobsweges Via Podiensis folgt.
Saint-Christophe-sur-Dolaizon ist als französische Berggemeinde eingestuft und genießt daher besondere Vorteile in der Landwirtschaft und im Planungsrecht.

## Geographie
Saint-Christophe-sur-Dolaizon ist ein Ort im Zentralmassiv und gehört zum Landschaftsgebiet des Velay. Er liegt am Kreuzungspunkt der D906 und der D31, etwa acht Kilometer von Le Puy-en-Velay entfernt. Die nächsten französischen Großstädte sind Lyon (116 km) im Nordosten, Toulouse (244 km) im Südwesten, Bordeaux (348 km) im Westen und Montpellier (154 km) im Süden. Die nächste Bahnstation befindet sich in Le Puy-en-Velay.

## Geschichte
Schloss und Burg des Ortes werden bereits im 15. Jahrhundert erwähnt.
Während der Französischen Revolution erhielt Saint-Christophe-sur-Dolaizon den Namen Christophe bzw. Christophe-la-Montagne.
Der Vertrieb landwirtschaftlicher Produkte erfolgt unter der geschützten Ursprungsbezeichnung Appellation d’Origine Contrôlée (AOC) Lentille verte du Puy.

### Bevölkerungsentwicklung
| Jahr                       | 1962 | 1968 | 1975 | 1982 | 1990 | 1999 | 2007 | 2017 | 2019 |
| Einwohner                  | 606  | 562  | 665  | 834  | 919  | 911  | 938  | 953  | 953  |
| Quellen: Cassini und INSEE |      |      |      |      |      |      |      |      |      |

## Sehenswürdigkeiten
- Die Kirche des heiligen Christophorus stammt aus dem 12. Jahrhundert und wurde zum ersten Mal 1161 im Hospital der Templer von Le Puy-de-Valay erwähnt. Sie ist vollständig aus dem rötlichen Vulkangestein der Region errichtet und besitzt einen hübschen Glockenturm.

Kirche Saint-Christophe
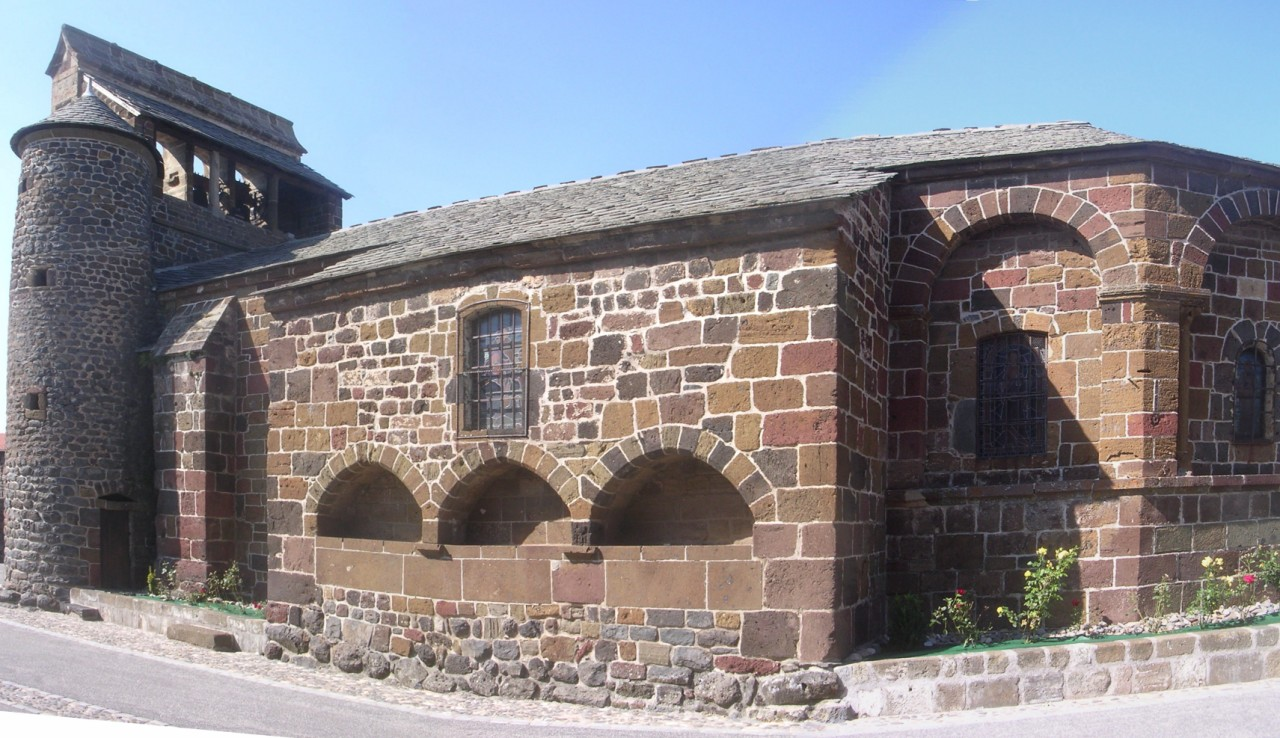
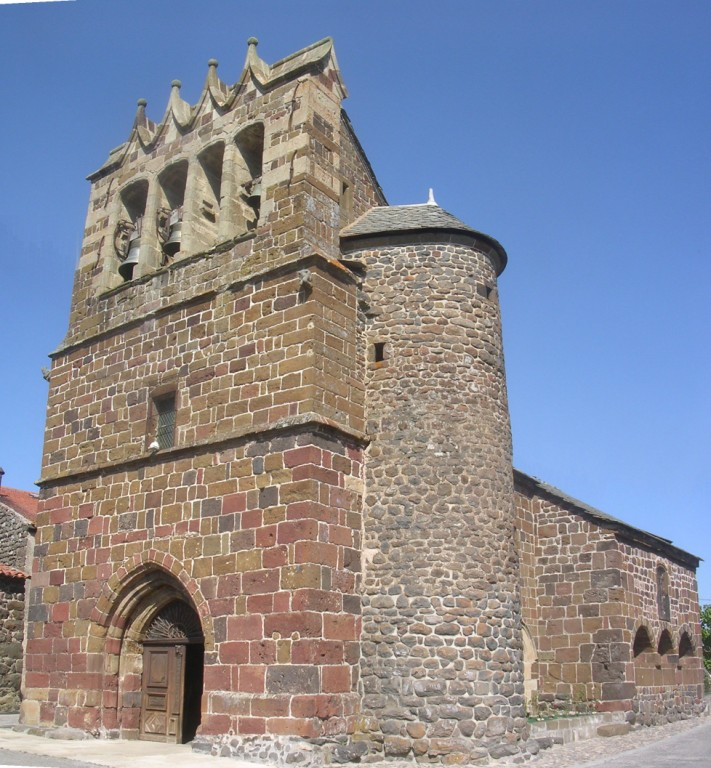
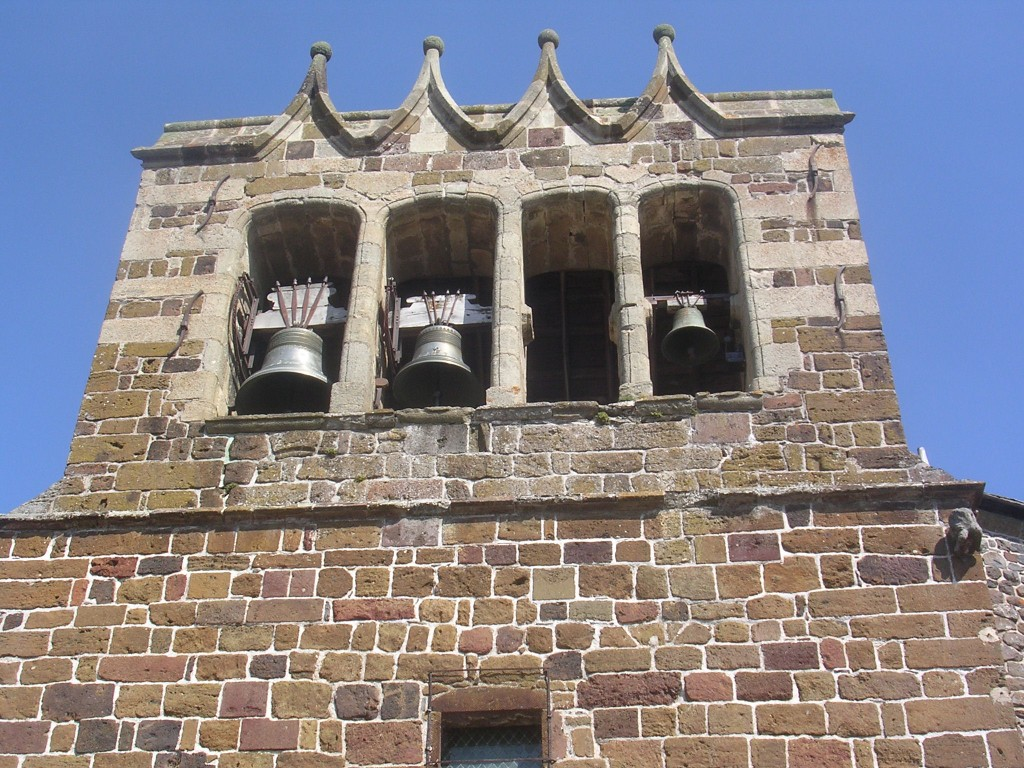
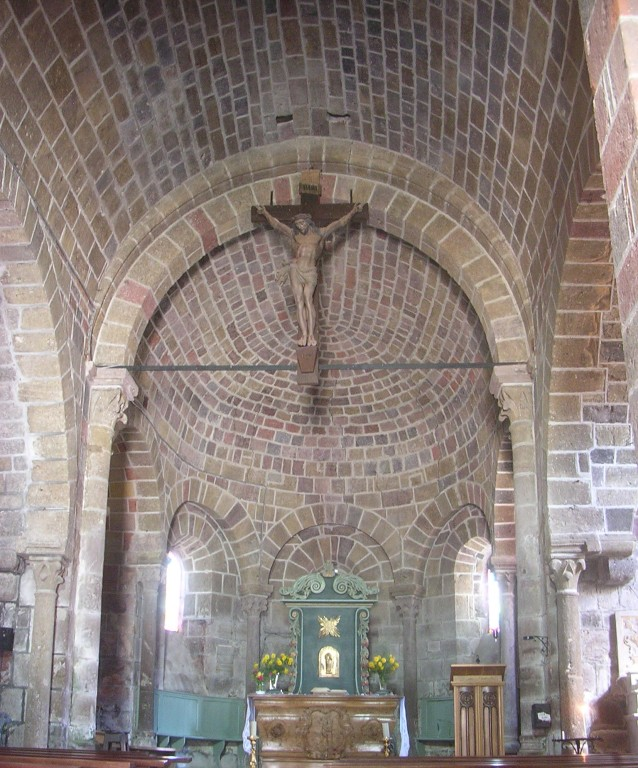

- Im Ort kann man außerdem die Reste eines alten Dorfbackhauses sehen. In dem durch Reisig beheizten Ofen buken die Dorfbewohner Brot und Pasteten.

## Jakobsweg (Via Podiensis)
Saint-Christophe-sur-Dolaizon ist nach La Roche der zweite Ort am französischen Jakobsweg Via Podiensis und liegt rund achteinhalb Kilometer von Le Puy-en-Velay entfernt auf dem Fernwanderweg GR 65. Im Ort befinden sich zwei private Herbergen. Die historische Route des Jakobsweges verläuft weiter nach Bains, während der GR 65 über Montbonnet nach Saint-Privat-d’Allier führt. Die direkte Straßenverbindung verläuft auf der D31 nach Séneujols, dann weiter über die D621 nach Montbonnet und die D589 nach Saint-Privat-d’Allier.